# WWE Payback
Payback este un eveniment pay-per-view anual de wrestling organizat în iunie (2013, 2014) sau mai (2015, 2016) de federația World Wrestling Entertainment. Prima ediție a avut loc pe 16 iunie 2013. Din anul 2016 este evenimentul de după Wrestlemania.

## Istorie

### 2013
Payback 2013 a avut loc pe data de 16 iunie 2013, evenimentul fiind gazduit de Allstate Arena
din Rosemont, Illinois.
- Curtis Axel (cu Paul Heyman) i-a învins pe Wade Barrett (c) și The Miz câștigând centura Intercontinentală
  - Axel l-a acoperit pe Barrett în timp ce Miz îi aplica un «Figure Four Leglock».
- AJ Lee (cu Big E Langston) a învinso pe Kaitlyn câștigând centura Divelor
  - Lee a făcuto pe Kaitlyn să cedeze cu «Black Widow».
- Dean Ambrose l-a învins pe Kane prin count out păstrânduși centura WWE United States Championship
  - Ambrose a câștigat meciul după ce Kane nu s-a întors în ring păna la număratoarea de 10.
- Alberto del Rio (cu Ricardo Rodriguez) l-a învins pe Dolph Ziggler (cu AJ și Big E Langston) câștigând titlul WWE World Heavyweight Championship
  - Del rio l-a numărat pe Ziggler după un «Superkick».
- CM Punk (cu Paul Heyman) l-a învins pe Chris Jericho
  - Punk l-a numărat pe Jericho după douo «Go To Sleep».
- The Shield (Seth Rollins & Roman Reigns) i-au învins pe Daniel Bryan & Randy Orton păstrându-și centurile WWE Tag Team Championship
  - Rollins l-a numărat pe Bryan după un «Black Out».
- John Cena l-a învins pe Ryback într-un Three Stages of Hell Match păstrându-și centura WWE Championship
  - Cena a câștigat ultima fază a meciului după ce i-a aplicat lui Ryback un «Attitude Adjustment» pe o ambulanță.

### 2014
Payback 2014 a avut loc pe data de 1 iunie 2014, evenimentul fiind gazduit de Allstate Arena
din Rosemont, Illinois.
- Sheamus l-a învins pe Cesaro (cu Paul Heyman) păstrându-și centura WWE United States Championship
  - Sheamus l-a acoperit pe Cesaro cu un «Small Package».
- RybAxel (Ryback & Curtis Axel) i-au învins pe Cody Rhodes & Goldust
  - Ryback l-a numărat pe Rhodes după un «Shell Shocked».
- Rusev (cu Lana) l-a învins pe Big E
  - Rusev a câștigat după ce l-a făcut pe Big E să cedeze cu «The Accolade».
- Bad News Barrett l-a învins pe Rob Van Dam păstrându-și centura WWE Intercontinental Championship
  - Barrett l-a numărat pe Van Dam după un «Bad News Bull Hammer».
- John Cena (cu The Usos) l-a învins pe Bray Wyatt (cu Luke Harper & Erick Rowan) într-un Last Man Standing Match
  - Cena a învins după ce a aruncat peste Wyatt o sound box și nu sa putut ridica până la 10.
- Paige a învinso pe Alicia Fox păstrându-și centura WWE Divas Championship
  - Paige a făcuto pe Fox să cedeze cu «PTO».
- The Shield (Dean Ambrose, Seth Rollins & Roman Reigns) i-au învins pe Evolution (Triple H, Randy Orton & Batista) într-un No Holds Barred Elimination Match
  - Rollins l-a numărat pe Batista după un «Spear» a lui Reigns [1-0]
  - Ambrose l-a numărat pe Orton după un «Dirty Deeds» pe un scaun [2-0]
  - Reigns l-a numărat pe Triple H după un «Spear» și un «Diving Knee» a lui Rollins [3-0]
  - Aceasta a fost ultima lupta în WWE a lui Batista și a The Shield (ca grupare).

### 2015
Payback 2015 a avut loc pe data de 17 mai 2015, evenimentul fiind gazduit de Royal Farms Arena
din Baltimore, Maryland.
- Sheamus l-a învins pe Dolph Ziggler 
  - Sheamus l-a acoperit pe Ziggler după un «Brogue Kick».
- The New Day (Big E & Kofi Kingston) i-au învins pe Tyson Kidd & Cesaro într-un 2-out-of-3 Falls Match păstrându-și centurile WWE Tag Team Championship
  - Woods l-a numărat pe Cesaro cu un «Roll-up» pentru a câștiga meciul
  - În timpul meciului, Woods s-a schimbat în locul lui Kingston pentru a face numărătoarea.
- Bray Wyatt l-a învins pe Ryback
  - Wyatt l-a numărat pe Ryback după o «Sister Abigail».
- John Cena l-a învins pe Rusev (cu Lana) într-un «I Quit» Match păstrându-și centura WWE United States Championship
  - Cena a câștigat după ce Lana a spus "cedez" în timp ce Cena îi aplica un «STF» lui Rusev.
- Team B.A.D. (Naomi & Tamina) le-au învins pe The Bella Twins (Brie Bella & Nikki Bella)
  - Naomi a numărato pe Nikki după ce Tamina a împinso de colțul ringului.
- Neville l-a învins pe King Barrett prin count out
  - Neville a câștigat după ce Barrett a fost numărat până la 10 în afara ringului și nu a vrut să lupte.
- Seth Rollins (cu Jamie Noble & Joey Mercury) i-a învins pe Randy Orton, Roman Reigns și Dean Ambrose păstrându-și centura WWE World Heavyweight Championship
  - Rollins l-a numărat pe Orton după un «Pedigree».
  - În timpul meciului, Kane, Noble și Mercury a-u intervenit în favoarea lui Rollins.
  - După meci, Triple H a sărbătorit alături de Rollins.

### 2016
Payback 2016 a avut loc pe data de 1 mai 2016, evenimentul fiind gazduit de Allstate Arena
din Rosemont, Illinois.
- Enzo Amore & Big Cass vs. The Vaudevillains (Aiden English & Simon Gotch) a terminat făra rezultat
  - Arbitrul a oprit meciul după ce Amore s-a prăbușit după ce a fost aruncat din ring de către Gotch.
- Kevin Owens l-a învins pe Sami Zayn
  - Owens l-a numărat pe Zayn după un «Pop-up Powerbomb».
- The Miz (cu Maryse) l-a învins pe Cesaro păstrându-și centura WWE Intercontinental Championship
  - Miz l-a numărat pe Cesaro cu un «Roll-up».
- Dean Ambrose l-a învins pe Chris Jericho
  - Ambrose l-a numărat pe Jericho după un «Dirty Deeds».
- Charlotte (cu Ric Flair) a învinso pe Natalya (cu Bret Hart) păstrându-și centura Raw Women's Championship
  - Naomi a numărato pe Nikki după ce Tamina a împinso de colțul ringului.
- Roman Reigns l-a învins pe AJ Styles păstrându-și centura WWE World Heavyweight Championship
  - Reigns l-a numărat pe Styles după un «Spear».

### 2017
Payback 2017 a avut loc pe data de 30 aprilie 2017, evenimentul fiind gazduit de SAP Center
din San Jose, California.
- Chris Jericho l-a învins pe Kevin Owens câștigând centura WWE United States Championship (17:55)
  - Jericho l-a făcut pe Owens să cedeze cu «Walls of Jericho».
- Austin Aries l-a învins pe campionul Cruiserweight Neville prin descalificare (11:20)
  - Neville a fost descalificat după ce a împins arbitrul.
  - Cu acest rezultat, Neville păstrează centura.
- The Hardy Boyz (Matt & Jeff) i-au învins pe Cesaro și Sheamus păstrându-și centurile WWE Tag Team Championship (12:45)
  - Jeff l-a numărat pe Sheamus după un «Swanton Bomb».
- Alexa Bliss a învinso pe Bayley câștigând centura Raw Women's Championship (11:15)
  - Bliss a numărato pe Bayley după un «Bliss DDT».
- Bray Wyatt l-a învins pe Randy Orton într-un House of Horrors Match (17:10)
  - Wyatt l-a numărat pe Orton după ce a fost lovit cu centura de către Jinder Mahal
- Seth Rollins l-a învins pe Samoa Joe (15:55)
  - Rollins l-a numărat pe Joe cu un «Crucifix Roll-up».
- Braun Strowman l-a învins pe Roman Reigns (11:50)
  - Strowman l-a numărat pe Reigns după un «Running Powerslam».
  - După meci, Strowman l-a atacat pe Reigns cu scările metalice.